# Friedrich (Bayern)
Friedrich der Weise (* um 1339; † 4. Dezember 1393 in Budweis) aus dem Hause Wittelsbach war von 1375 bis 1392 Herzog von Bayern und von 1392 bis zu seinem Tod Herzog von Bayern-Landshut sowie ab 1374 langjähriger Reichslandvogt in Oberschwaben.

## Leben

### Jugend
Friedrich wurde um 1339 als zweiter Sohn des späteren Herzogs Stephan II. und seiner Ehefrau Elisabeth von Sizilien geboren. 1360 heiratete er Anna von Neuffen, im Jahr darauf kam die Tochter Elisabeth zur Welt. Elisabeth ehelichte nach 1367 Marco Visconti, den Sohn des Mailänder Stadtherrn Bernabò Visconti. Ihr Heiratsgut betrug 45.000 Gulden.
1362 war Friedrich mit einer Adelspartei verbunden, unter deren Einfluss sein jugendlicher Vetter Meinhard III. von Oberbayern-Tirol stand. Stephan II. setzte deren Treiben jedoch im selben Jahr ein Ende. Kaiser Karl IV. hatte Friedrich unterstützt und gestand dem jungen Herzog im Rahmen einer Rechtebestätigung zu, dass niemand aus seinen Landen vor ein kaiserliches Gericht gefordert werden sollte. Im Oktober versöhnte sich Friedrich mit seinem Vater, während Meinhard nach Tirol gezogen war. Im darauf folgenden Jahr begannen nach Meinhards Tod die jahrelangen Kämpfe der Wittelsbacher um Tirol, während sich das Verhältnis zu den Brandenburger Verwandten durch Stephans Zugriff auf Oberbayern für mehrere Jahre rapide verschlechtert hatte.
1368 war Friedrich mit Kaiser Karl IV. auf dessen Zweitem Italienzug. 1371/72 unternahm Friedrich mit seinem älteren Bruder Stephan III. eine Preußenfahrt. Friedrich wurde als Jerusalempilger um 1375 zum Ritter vom heiligen Grabe geschlagen.
Friedrich war von seinem einige Jahre jüngeren Onkel Otto V. als Nachfolger in der Mark Brandenburg vorgesehen. Teile der Mark verpfändete Otto nun an Friedrich, um Geldmittel zu erhalten. 1373 kam mit dem Vertrag von Fürstenwalde die Mark jedoch an Kaiser Karl IV. Die Herzöge von Bayern erhielten eine Entschädigung von 500.000 Gulden, sowie die Kurstimme Brandenburgs. Darüber hinaus gehörten die Reichslandvogteien im Elsass und in Oberschwaben zur Abfindung, welche die Wittelsbacher für die Überlassung der Mark Brandenburg an Kaiser Karl IV. erhielten. Der Kaiser wollte sich damit auch ihre Unterstützung für die Wahl seines Sohnes Wenzel zum König sichern. Vogt wurden Friedrich und sein Bruder Stephan. Friedrich wurde 1375 obendrein noch mit den Reichslandvogtstelle von Augsburg entschädigt. Friedrich konnte den Besitz der Landvogtei bis 1382/83 behaupten.

### Herrschaft
Trotz der Wittelsbacher Gebietsverluste war die finanzielle Ausgangslage für die Herzöge günstig: Bayern hatte für die Abtretung Tirols (1369) und Brandenburgs (1373) die enorme Summe von ungefähr einer halben Million Gulden in bar und in Schuldverschreibungen erhalten, wovon der größte Teil auf Stephan II. entfallen war, der nun ein in sich geschlossenes Gebiet vererbte. In der Folge konnte nun auch eine Anzahl von ehemaligen Besitzungen der Grafen von Abensberg, Ortenburg, Hals und Schauenburg, des Hochstifts Regensburg, der Herren von Laaber und der Landgrafen von Leuchtenberg vor allem in Niederbayern und im Nordgau, die noch den Landeszusammenhang unterbrachen, von den Herzögen erworben werden.
Nach dem Tod seines Vaters 1375 regierte Friedrich zusammen mit Otto V. und seinen Brüdern Johann II. und Stephan III. das Herzogtum Bayern. Friedrich verwaltete dabei – zunächst gemeinsam mit Otto, nach dessen Tod 1379 allein – das reiche Niederbayern mit seiner Hauptstadt Landshut. Die vier Herzöge hatten sich mit der  Landesteilung von 1376 darauf geeinigt, dass zunächst Oberbayern von Stephan und Johann und Niederbayern von Friedrich und Otto verwaltet wurde. Damit keine der beiden Parteien benachteiligt wurde, sollten die Regierungsgebiete im Zweijahresturnus wechseln. Diese ungewöhnliche Regelung wurde jedoch nicht verwirklicht. Als Ausgleich zahlte Friedrich stattdessen seinen in Oberbayern residierenden Brüdern jährlich 4000 Gulden.
Friedrichs Regierungszeit wurde besonders von einem politischen Ereignis bestimmt, dem Ausbruch der Auseinandersetzung zwischen Kaiser und den immer mehr nach Selbständigkeit strebenden Städten. Denn Karl IV. bedurfte größerer finanzieller Mittel, wie sie beispielsweise zur Auszahlung der Entschädigungszahlungen für Brandenburg oder zum Anlass der Königswahl seines Sohnes Wenzel anfielen, die er durch hohe Sonderbesteuerung der Städte zu kompensieren versuchte, wobei er sogar zur Durchsetzung seiner politischen Ziele wiederholt Reichsstädte gegen deren Willen an Dritte verpfändete. Der wachsende Unmut der Städte hatte zur Folge, dass sich am 4. Juli 1376 vierzehn schwäbische Städte unter der Führung Ulms zum Schwäbischen Städtebund gegen den Kaiser zusammenschlossen. In ihrer Funktion als schwäbische Landvögte verhielten sich die bayerischen Herzöge Stephan und Friedrich zu Beginn des Konflikts noch neutral und versuchten zu vermitteln, bald darauf kam es jedoch zu langjährigen Kämpfen. König Wenzel gab nach dem Nürnberger Reichstag von 1379 dem Herzog Leopold III. von Österreich die beiden Landvogteien in Schwaben zum Pfand, weil er ihn für die Unterstützung des Papstes Urban VI. gewinnen wollte. Landvogt in Oberschwaben war bis dahin der Bayernherzog Friedrich und in Niederschwaben Graf Eberhard II. Der Städtebund missbilligte die Pfandvergabe. Es kam deshalb zu einer streitigen Auseinandersetzung mit den Fürsten- und Ritterbünden, deren Meinungsführer Graf Eberhard II. war, bis Wenzel nachgab, als die bayerischen Herzöge sich 1379 dem Städtebund annäherten.
Nach dem Tod seiner ersten Ehefrau Anna heiratete Friedrich 1381 Maddalena Visconti, eine Schwester seines Schwiegersohns Marco. Aus der Ehe gingen fünf Kinder hervor, darunter die Tochter Elisabeth und der Sohn Heinrich, der später seinem Vater als Herzog nachfolge.
1383 kämpfte Friedrich auf französischer Seite in Flandern gegen die Engländer. Er besuchte den Hof seines Onkels Albrecht I. von Straubing-Holland in Le Quesnoy und nahm an der Belagerung von Bourbourg teil. Am 1. November trat er gegen eine jährliche Pension in Höhe von 4000 Franc in Paris in den Dienst König Karls VI., dessen Eheschließung mit seiner Nichte Elisabeth er maßgeblich betrieb. Im Sommer 1385 begleitete er Elisabeth – später Isabeau de Bavière genannt – nach Amiens zu ihrer Hochzeit mit dem König. 1388 gelang es Friedrich auch, die Hochzeit seiner Nichte Sophie mit dem verwitweten Wenzel zu arrangieren, die dadurch im Folgejahr zur böhmischen Königin aufstieg.
Im Städtekrieg nahm Friedrich 1387 den Salzburger Erzbischof Pilgrim gefangen und forderte für seine Freilassung die Auflösung seines Vertrags mit dem Schwäbischen Städtebund. Zuvor war es dadurch zu einem Konflikt mit dem Papst und zu einem Reichskrieg gegen Friedrich und seine Brüder gekommen. Er machte auch 1388 die Schlacht bei Döffingen mit und half Ruprecht von Berg in der Passauer Stiftsfehde.

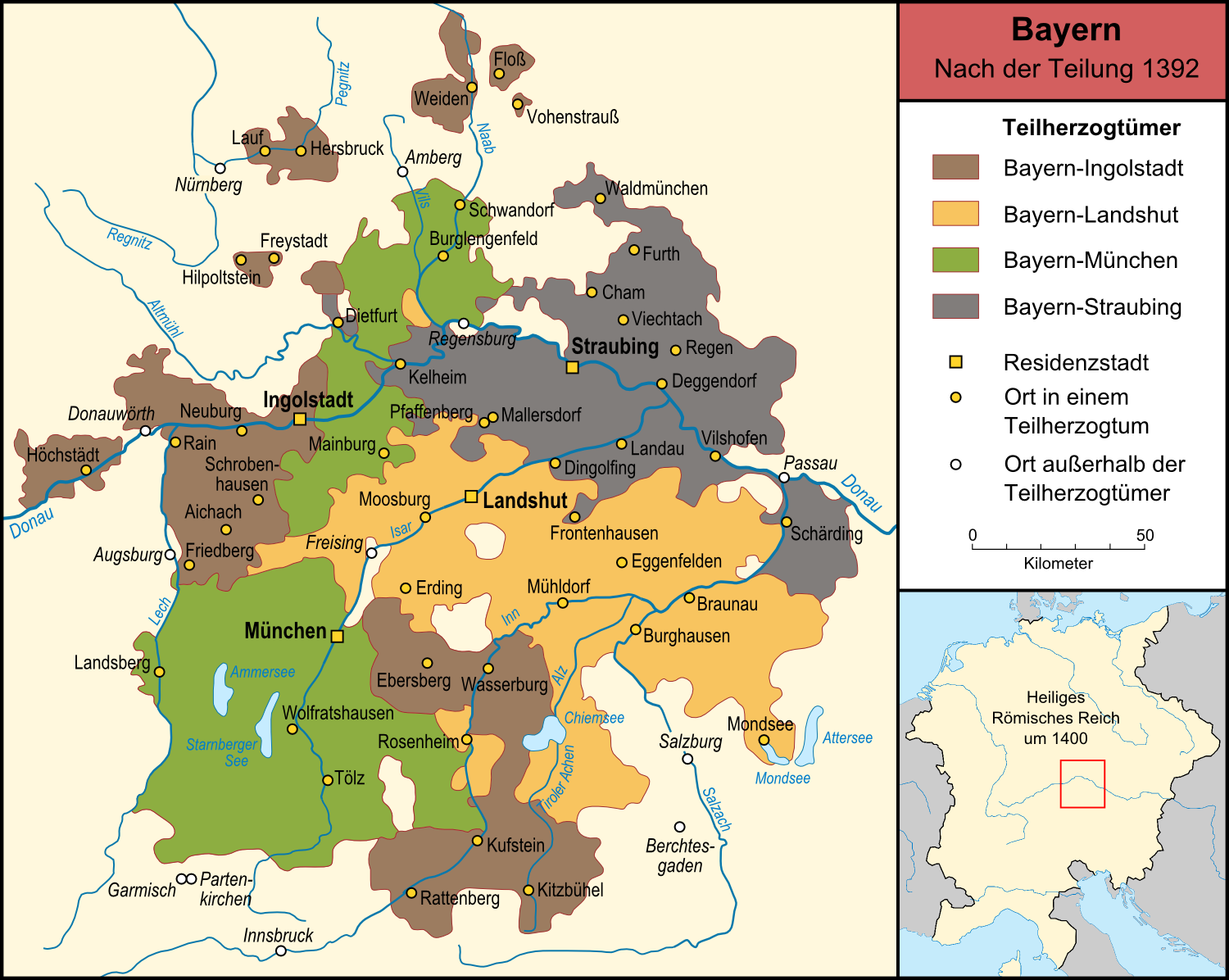
Die vier bayerischen Teilherzogtümer nach der Landesteilung von 1392

Bei der Landesteilung am 19. November 1392 gelang es ihm, Niederbayern mit Landshut als verkleinertes Herzogtum Bayern-Landshut zu behalten, während Johann II. Bayern-München und Stephan III. Bayern-Ingolstadt übernahm. Friedrich war lange Zeit Berater König Wenzels in rechtlichen Fragen und galt als aussichtsreichster Nachfolger des schwächlichen Königs. Seit Juni 1387 kursierten Gerüchte, die Fürsten wollten den schwachen Wenzel absetzen und den diplomatisch bewanderten Friedrich mit den Regierungsgeschäften betrauen. Sein plötzlicher Tod bei einem Dienstritt verhinderte jedoch, dass er seinem Großvater Ludwig dem Bayern auf den Königsthron folgen konnte. Er wurde im Kloster Seligenthal in Landshut bestattet. Sein Sohn Heinrich folgte ihm, trotz der Wittelsbacher Konflikte ohne größere Probleme nach, zunächst stand er allerdings unter der Vormundschaft der oberbayerischen Herzöge Stephan III. und Johann II.

## Nachkommen
Am 16. Mai 1360 heiratete er Anna von Neuffen, eine Tochter Graf Bertholds VII. von Neuffen. Aus der Ehe ging eine Tochter hervor:
- Elisabeth (1361–1382), verheiratet mit Marco Visconti, Herr von Parma.

Als Anna 1380 starb, heiratete Friedrich am 2. September 1381 Maddalena Visconti, eine Tochter Bernabò Viscontis. Mit ihr hatte er fünf Kinder:
- Elisabeth (1383–1442), verheiratet mit Friedrich I., Kurfürst von Brandenburg;
- Margarete (* 1384), begraben im Kloster Raitenhaslach;
- Heinrich XVI. (1386–1450), Herzog von Bayern-Landshut;
- Magdalena (1388–1410), verheiratet mit Johann Meinhard VII. von Görz-Kirchberg, Pfalzgraf in Kärnten und Graf von Kirchberg in Schwaben;
- Johann (1390–1396), begraben im Kloster Raitenhaslach.